# Stadio El Plantío
Lo stadio El Plantío (in spagnolo estadio Municipal de El Plantío) è uno stadio di calcio situato a Burgos, in Spagna. Fu inaugurato il 13 settembre 1964 con la partita tra Burgos e Indautxu.